# Chuck Fleischmann
Charles J. "Chuck" Fleischmann, född 11 oktober 1962 i Ooltewah, Tennessee, är en amerikansk republikansk politiker. Han representerar delstaten Tennessees tredje distrikt i USA:s representanthus sedan 2011.
Fleischmann startade 1987 en advokatbyrå och deltog tidigt i politiska kampanjer. I mellanårsvalet i USA 2010 blev han invald i representanthuset. Han förespråkar kärnkraft och utnyttjandet av USA:s olje-, kol- samt naturgasresurser; denna energipolitik kallar han "all of the above", att inte avstå från någonting.